# Gleichen (Gudensberg)
Gleichen ist der nach Einwohnerzahl kleinste Stadtteil der Kleinstadt Gudensberg im nordhessischen Schwalm-Eder-Kreis.

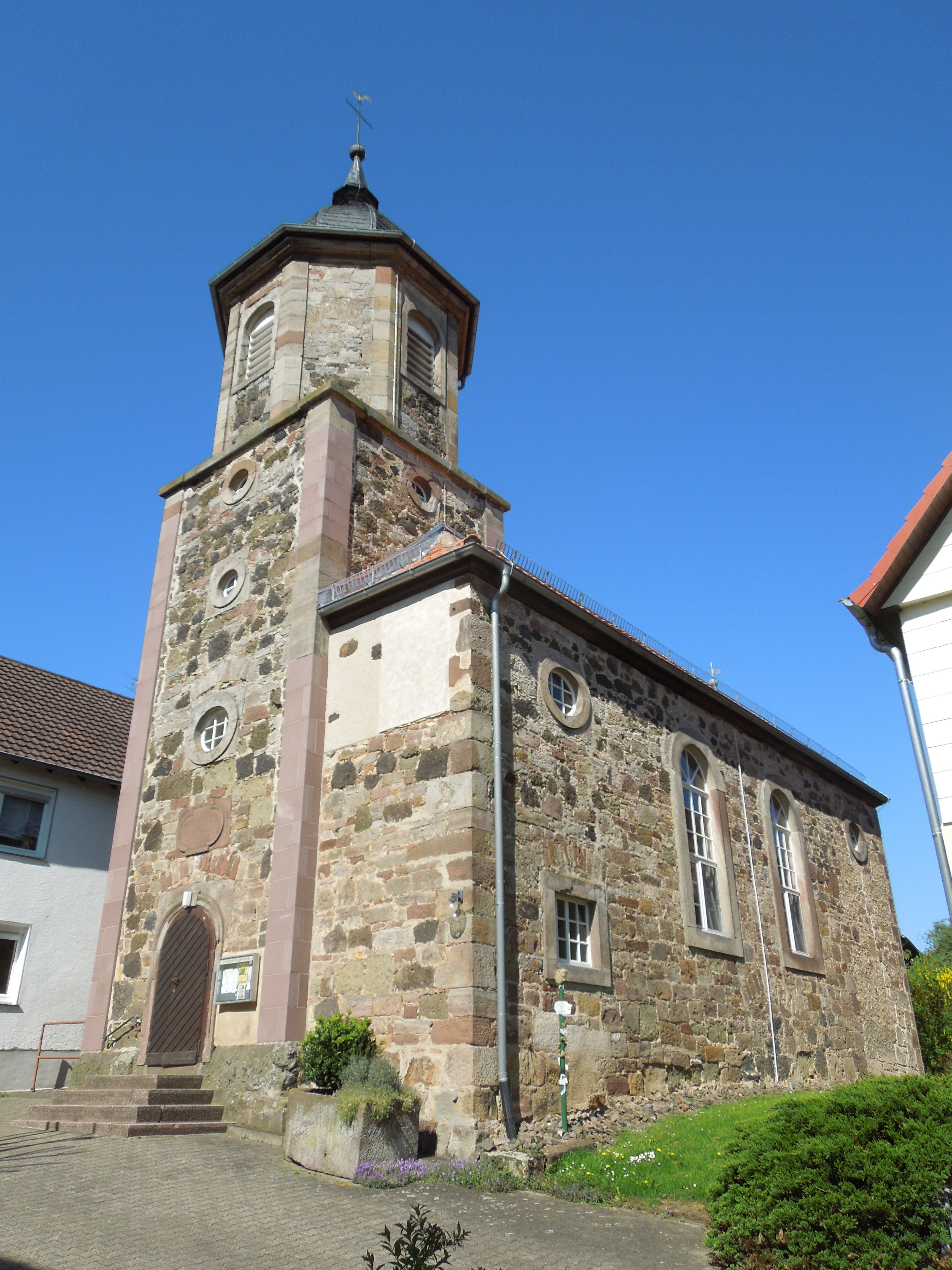
Die evangelische Dorfkirche von 1716

## Geographische Lage
Gleichen liegt etwa 3,5 km nordwestlich der Kernstadt zwischen dem Wartberg, bekannt für die nach diesem benannte neolithische Wartberg-Kultur, mit Kirchberg im Nordwesten, dem Leichenkopf im Südwesten und dem Nenkel im Südosten. Im Dorf kreuzen sich die Landesstraße 3218, die nach Lohne im Westsüdwesten und Metze im Nordosten führt, und die Kreisstraße 83, die nach Gudensberg im Südosten und Kirchberg im Nordwesten verläuft. Wenige Kilometer nördlich liegt der Naturpark Habichtswald mit den nahen Langenbergen. Nach Westen fällt die waldlose Landschaft ins Emstal ab. Der etwa 2,5 km lange Rosenbach verläuft in Ost-West-Richtung am südlichen Dorfrand entlang und mündet etwa 1,5 km westlich des Dorfs in die Ems. 200 m vor seiner Mündung zweigt ein Mühlengraben nach Süden ab, der die Ems auf ihrer östlichen Seite westlich am Leichenkopf (265 m) vorbei begleitet und nach etwa 500 m an dessen westlichem Fuß die Gleichener Mühle speist.

## Geschichte
Historische Ortsnamen
- Obergleichen:  1209 Geligen maior; 1236 Glichen, Glichin; 1269 superior Glichen; 1270 Gelichen; 1276 Glychen; 1283 Koligen; 1313 Glychein; 1545 Gleiche; 1568 Gliche 1575/1585 Gleichen
- Niedergleichen:  1209 Geligen minor; 1269 inferior Glichen; 1285 inferior Glychen; 1310 minor Gligen.[1]

Wüstungen
Erwähnt werden die Wüstungen Nieder-Gleichen (um 1269 wüst), Söllern, und die Steinbrücker Mühle.
Ortsgeschichte
Gleichen wird, soweit bekannt, erstmals urkundlich im Jahr 850 als "Gilihha" erwähnt, als Graf Gozmar seinen Besitz dem Kloster Fulda überträgt. Eine Besiedlung des heutigen Gleichen begann jedoch erst im 13. Jahrhundert, als man von Ober- und Niedergleichen (auch Untergleichen) sprach. 1312 verpfändete Landgraf Otto I. das Dorf Gleichen an den Grafen Heinrich IV. von Waldeck; der Ort war auch noch 1346 verpfändet. 1316 verpachtete das Kloster Kaufungen Güter, die es von Heimung von Kaufungen in Gleichen geschenkt erhalten hatte, dem Gudensberger Amtsvogt Dieterich von Elben zu Landsiedelrecht. Ein Gunthard von Venne verzichtete 1325 gegenüber dem Kloster Hardehausen auf Ansprüche an Gütern zu Gleichen. 1329 verschrieben die Herren von Elben Einkünfte an die Kirche Grifte. Das Kloster Breitenau erhielt den Zins aus einem Hof. Ein Berthold Terkys erhielt 1401 von Landgraf Hermann II. ein Burglehen in Gleichen. 1403 gehörte Gleichen zum Amt Gudensberg. 1450 vermachte der Knappe Otto Mulnbach dem Martinsstift Kassel eine Hufe. 1545 belehnte Landgraf Philipp I. die Herren von Buttlar mit einer Hufe im Ort, und die Buttlar erweiterten ihre dortigen Besitzungen bis 1828.
Zum 31. Dezember 1971 wurde die bis dahin selbständige Gemeinde Gleichen im Zuge der Gebietsreform in Hessen auf freiwilliger Basis in die Stadt Gudensberg eingemeindet.
Für Gleichen wurde, wie für die übrigen Stadtteile, ein Ortsbezirk mit Ortsbeirat und Ortsvorsteher nach der Hessischen Gemeindeordnung eingerichtet.

## Bevölkerung
Einwohnerstruktur 2011
Nach den Erhebungen des Zensus 2011 lebten am Stichtag, dem 9. Mai 2011, in Gleichen 306 Einwohner. Darunter waren 3 (0,9 %) Ausländer. Nach dem Lebensalter waren 66 Einwohner unter 18 Jahren, 123 zwischen 18 und 49, 60 zwischen 50 und 64 und 57 Einwohner waren 65 und älter. Die Einwohner lebten in 129 Haushalten. Davon waren 36 Singlehaushalte, 27 Paare ohne Kinder und 48 Paare mit Kindern, sowie 18 Alleinerziehende und 3 Wohngemeinschaften. In 27 Haushalten lebten ausschließlich Senioren und in 87 Haushaltungen lebten keine Senioren.
Einwohnerentwicklung
| Quelle: Historisches Ortslexikon |                                            |
| • 1575/85:                       | 32 Hausgesesse                             |
| • 1579:                          | 31 Feuerstellen.                           |
| • 1639:                          | 16 verheiratete, 16 verwitwete Hausgesesse |
| • 1735:                          | 32 Mannschaften                            |
| • 1742/47:                       | 35 Häuser bzw. Hausgesesse                 |
| • 1749:                          | 202 Einwohner                              |

| Gleichen: Einwohnerzahlen von 1834 bis 2020 | Gleichen: Einwohnerzahlen von 1834 bis 2020 | Gleichen: Einwohnerzahlen von 1834 bis 2020 | Gleichen: Einwohnerzahlen von 1834 bis 2020 | Gleichen: Einwohnerzahlen von 1834 bis 2020 |
| --- | ------------------------------------------- | ------------------------------------------- | ------------------------------------------- | ------------------------------------------- |
| Jahr |                                             |                                             |                                             | Einwohner                                   |
| 1834 | 1834                                        |                                             | 333                                         | 333                                         |
| 1840 | 1840                                        |                                             | 368                                         | 368                                         |
| 1846 | 1846                                        |                                             | 388                                         | 388                                         |
| 1852 | 1852                                        |                                             | 382                                         | 382                                         |
| 1858 | 1858                                        |                                             | 337                                         | 337                                         |
| 1864 | 1864                                        |                                             | 361                                         | 361                                         |
| 1871 | 1871                                        |                                             | 330                                         | 330                                         |
| 1875 | 1875                                        |                                             | 343                                         | 343                                         |
| 1885 | 1885                                        |                                             | 304                                         | 304                                         |
| 1895 | 1895                                        |                                             | 307                                         | 307                                         |
| 1905 | 1905                                        |                                             | 281                                         | 281                                         |
| 1910 | 1910                                        |                                             | 285                                         | 285                                         |
| 1925 | 1925                                        |                                             | 309                                         | 309                                         |
| 1939 | 1939                                        |                                             | 296                                         | 296                                         |
| 1946 | 1946                                        |                                             | 439                                         | 439                                         |
| 1950 | 1950                                        |                                             | 441                                         | 441                                         |
| 1956 | 1956                                        |                                             | 359                                         | 359                                         |
| 1961 | 1961                                        |                                             | 335                                         | 335                                         |
| 1967 | 1967                                        |                                             | 332                                         | 332                                         |
| 1980 | 1980                                        |                                             | ?                                           | ?                                           |
| 1990 | 1990                                        |                                             | ?                                           | ?                                           |
| 2000 | 2000                                        |                                             | ?                                           | ?                                           |
| 2011 | 2011                                        |                                             | 306                                         | 306                                         |
| 2020 | 2020                                        |                                             | 240                                         | 240                                         |
| Datenquelle: Historisches Gemeindeverzeichnis für Hessen: Die Bevölkerung der Gemeinden 1834 bis 1967. Wiesbaden: Hessisches Statistisches Landesamt, 1968. Weitere Quellen: LAGIS; Stadt Gudensberg; Zensus 2011 |                                             |                                             |                                             |                                             |

Historische Religionszugehörigkeit
| Quelle: Historisches Ortslexikon |                                                                   |
| • 1835:                          | 330 evangelische, 2 jüdische Einwohner                            |
| • 1861:                          | alle Einwohner evangelisch-reformiert                             |
| • 1885:                          | 304 evangelische (= 100 %) Einwohner                              |
| • 1961:                          | 308 evangelische (= 91,94 %), 22 katholische (= 6,57 %) Einwohner |

Historische Erwerbstätigkeit
| • 1961 | Erwerbspersonen: 106 Land- und Forstwirtschaft, 59 Produzierendes Gewerbe, 13 Handel und Verkehr, 18 Dienstleistungen und Sonstiges |

## Politik
Der Ortsbeirat besteht aus sieben Mitgliedern. Bei der Kommunalwahl 2021 betrug die Wahlbeteiligung zur Wahl des Ortsbeirats 70,33 %. Alle derzeitigen Mitglieder gehören der „Bürgerliste Gleichen“ an. Der Ortsbeirat wählte Volker Höhmann zum Ortsvorsteher.

## Sehenswürdigkeiten
Ortsbild
Bestimmend für das Dorf ist der Historische Ortskern mit zahlreichen gut erhaltenen Fachwerkhäusern.
Evangelische Dorfkirche
Anfang des 18. Jahrhunderts entstand die heutige Kirche; sie wurde im April 1716 eingeweiht. Im Chorraum finden sich noch Hinweise auf die im 13. Jahrhundert an gleicher Stelle errichtete Vorgängerkirche. Die Innengestaltung stammt aus der ersten Hälfte des 18. Jahrhunderts von dem Künstler Heinrich Moritz Michael aus Riede.

## Infrastruktur
Freizeitanlage mit Basket- und Fußballplatz, Grillhütte und Kinderspielplatz